# Danielle Panabaker
Danielle Nicole Panabaker (Augusta, Geórgia, 19 de setembro de 1987) é uma atriz e diretora americana. Ela começou a atuar ainda na adolescência e ganhou destaque por seus papéis nos filmes da Disney "Sky High", "Presas no Subúrbio" e "Read It and Weep"; além de dar vida a personagem Caitlin Snow/Killer Frost na série "The Flash", da The CW.
Danielle também atuou na minissérie da HBO Empire Falls (2005) e chegou a ganhar três prêmios Young Artist Awards. Um como protagonista em um episódio da série de televisão de drama jurídico The Guardian (2004), outro por seu papel principal no filme "Em Busca do Coração de David" (2005) e por seu desempenho no filme de comédia familiar Yours, Mine and Ours (2005). Após ter feito parte da série de drama jurídico da CBS Shark entre os anos de 2006 a 2008, Panabaker passou a atuar em produções do gênero de terror e suspense, como Mr. Brooks, Sexta-feira 13, The Crazies, The Ward e Piranha 3DD.

## Biografia
Danielle Panabaker nasceu no dia 19 de setembro de 1987 na cidade de Augusta, Geórgia, Estados Unidos. Filha de Donna Marie Mayock Panabaker e Harold Jerome Panabaker, ela tem uma irmã mais nova chamada Kay Panabaker, que também era atriz e atualmente trabalha como zoóloga. Como o trabalho de vendas de seu pai os levou por todo o país, a família passou algum tempo na Carolina do Sul, na Pensilvânia e, durante um curto período de tempo, quando Danielle ainda estava no jardim de infância, eles viveram em Orange, Texas. Ela participou de uma aula de teatro em um acampamento de verão e descobriu seu amor pela atuação, começando a atuar em teatros comunitários aos 12 anos de idade, depois fazendo testes para comerciais.
Depois de se mudar para Naperville, Illinois, em 2000, Panabaker foi para a Crone Middle School e depois para a Neuqua Valley High School, participando da equipe de discursos. Ela se formou no colegial quando tinha 14 anos. Panabaker também teve aulas de balé até os quinze anos. Em 2003, sentindo que era a única maneira de conseguir papéis de atuação regularmente, Danielle, sua irmã e sua mãe se mudaram para Los Angeles, Califórnia, para que ela pudesse seguir uma carreira de atriz. Frequentou a Glendale Community College, estudando atuação. Em 2005, ela ganhou seu diploma de associado e apareceu na Lista Nacional de Reitores. Em 2006, ela começou seu último ano na Universidade da Califórnia, Los Angeles, onde se formou em junho de 2007, com o título de Bacharelado em Artes, aparecendo novamente na Lista de Reitores.

### Vida pessoal
Em julho de 2016, Panabaker anunciou que estava noiva de seu namorado de longa data Hayes Robbins. Eles se casaram em 24 de junho de 2017. Em novembro de 2019, foi anunciado que eles estavam esperando seu primeiro filho, nascido em 2020. Em janeiro de 2022, Panabaker anunciou que estava esperando seu segundo filho.

## Carreira

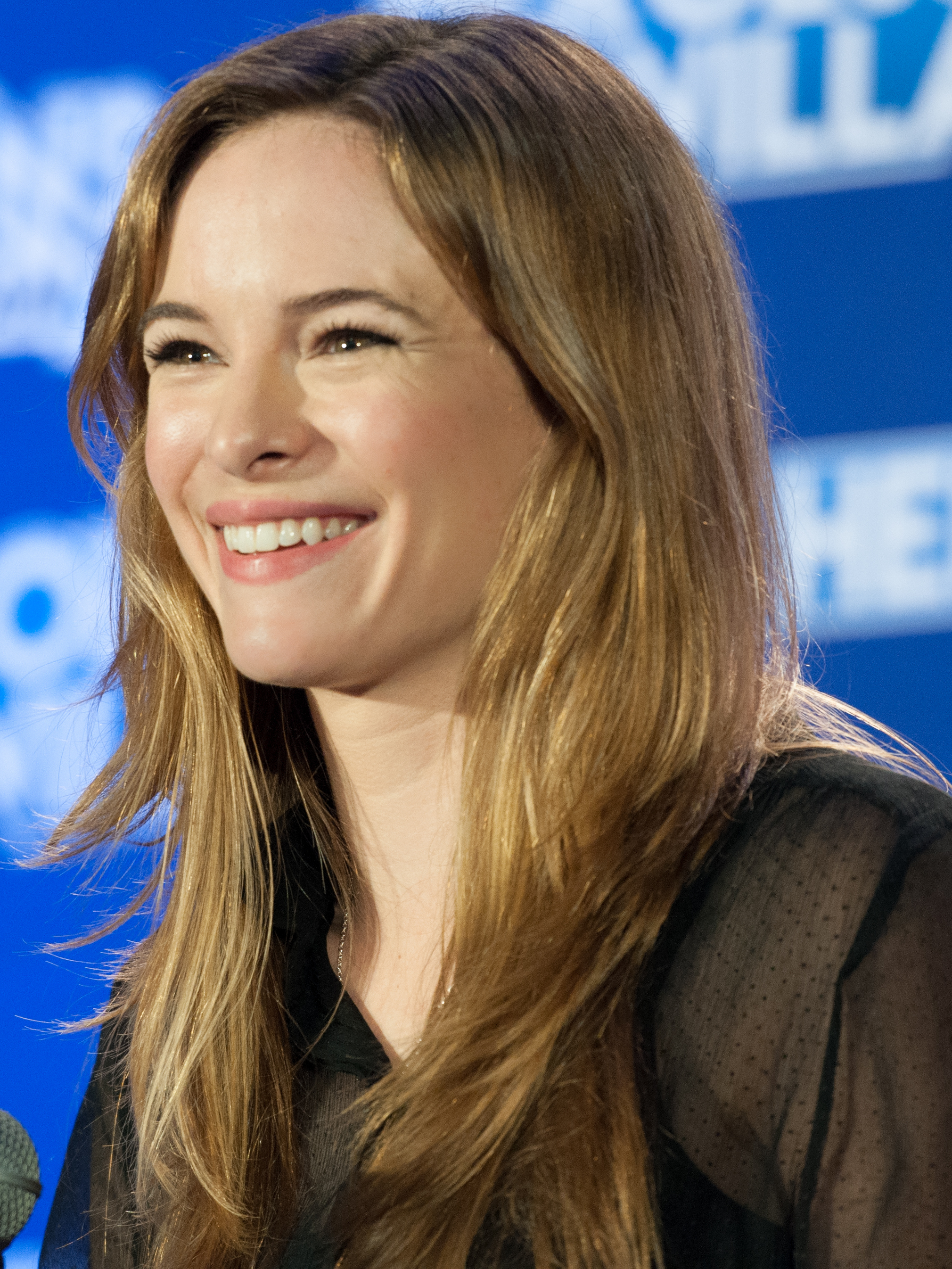
Panabaker no Heroes & Villains Fan Fest 2016.

Panabaker fez suas primeiras aparições em comerciais e com papéis na televisão, incluindo participações na série The Guardian (pelo qual ela ganhou um Young Artist Awards), além de outras séries de televisão, incluindo Malcolm in the Middle, Law & Order: Special Victims Unit, Medium, Summerland e o filme original do Disney Channel Presas no Subúrbio. Ela também apareceu nas produções do Lifetime, Sex and the Single Mom e Mom at Sixteen, bem como na minissérie Empire Falls. Ela considera Empire Falls a sua grande oportunidade, pois lhe deu confiança para seguir sua carreira. Além disso, Panabaker apareceu em produções teatrais de musicais, incluindo West Side Story, Pippin, Once Upon A Time e Beauty Lou and the Country Beast. Ela também fez uma participação como umas das pacientes na 6° temporada de Greys Anatomy. Em 2004, ela estrelou o filme da ABC, Em Busca do Coração de David. Em 2005, Panabaker co-estrelou em dois filmes adolescentes amplamente divulgados, Sky High - Super Escora de Heróis e Yours, Mine and Ours. Seu próximo papel foi no filme Home of the Giants (2008), ao lado de Ryan Merriman e Haley Joel Osment. Ela também teve um papel secundário no filme Mr. Brooks que tem como protagonista Kevin Costner. No filme original do Disney Channel, Read It and Weep, ela interpreta Is, uma versão alternativa de Jamie, que é interpretada por sua irmã Kay Panabaker.
De 2006 a 2008, Panabaker estrelou o drama de televisão da CBS Shark, interpretando Julie Stark, a filha do personagem principal. Em 2009 ela passou a desempenhar papeis maus adultos, principalmente do gênero horror, como quando interpretou Jenna, co-protagonista do tão esperado remake de Sexta-Feira 13, juntamente com Jared Padalecki. Além de dar vida a Becca em The Crazies e Sarah em The Ward, ambos os filmes de 2010. Em 2012 ela engatou no papel principal do filme Piranha 3DD, remake de Piranha II, de 1982. Em 2010, Panabaker ficou na lista das 100 mulheres mais sexys do mundo, segundo a revista Maxim. Em 2011, Panabaker estrelou como Katie Lapp, a personagem principal do filme The Shunning, do Hallmark Channel, baseado no romance de Beverly Lewis. Ela deveria reprisar seu papel na sequência de 2013, The Confession, mas um conflito de horários a forçou a desistir, e o papel foi reformulado. Em 2013, ela estrelou outro filme do Hallmark Channel, Nearlyweds. Em 5 de maio do mesmo ano, Panabaker juntou-se a atores como Philip Baker Hall, Bill Pullman e Maggie Siff, apresentando-se no WordTheatre de Cedering Fox, onde liam em voz alta ficção contemporânea. Em 2014, Panabaker estrelou o premiado filme de ficção científica Time Lapse de Bradley D. King, pelo qual ganhou o prêmio de Melhor Ator/Atriz no London Independent Film Festival de 2014.
Em abril de 2014, ela foi escalada para interpretar a Dra. Caitlin Snow em um episódio da segunda temporada da série Arrow. Em outubro de 2014, ela entrou como parte do elenco principal na série The Flash dando vida a mesma personagem, uma especialista em bioengenharia altamente inteligente que acreditava que seu noivo, Ronnie Raymond, tinha sido morto durante a explosão do acelerador de partículas dos laboratórios S.T.A.R. Ao decorrer da história, Dra. Snow se descobre uma meta-humana com habilidades criocinéticas de alter ego chamado Killer Frost. Danielle também estreou como diretora ao dirigir o décimo oitavo episódio da quinta temporada da série, intitulado "Godspeed".

## Trabalho de caridade
A Panabaker é voluntária em várias organizações, incluindo a Art of Elysium e a Unicef e Young Storytellers Foundation. Em maio e junho de 2019, Panabaker, o co-editor da DC Comics Jim Lee, o escritor Tom King, as atrizes na série da CW Nafessa Williams e Candice Patton visitaram cinco bases militares dos EUA no Kuwait com as Organizações de Serviços Unidos (USO), onde visitaram os cerca de 12.000 militares americanos estacionados naquele país como parte da celebração do 80º aniversário do Batman da DC.

## Filmografia

### Filmes
| Ano  | Filmes                            | Personagem                 | Notas           |
| ---- | --------------------------------- | -------------------------- | --------------- |
| 2003 | No Place Like Home                |                            | Filme para a TV |
| 2003 | Sex & the Single Mom              | Sara Gradwell              | Filme para a TV |
| 2004 | Presas no Subúrbio                | Brittany Aarons            | Filme para a TV |
| 2004 | Em Busca do Coração de David      | Darcy Deeton               | Filme para a TV |
| 2005 | Mom at Sixteen                    | Jacey Jeffries             | Filme para a TV |
| 2005 | Empire Falls                      | Christina "Tick" Roby      | Filme para a TV |
| 2005 | Sky High - Super Escola de Heróis | Layla Williams             |                 |
| 2005 | Rule number one                   | Grace Jones                |                 |
| 2005 | Yours, Mine and Ours              | Phoebe North               |                 |
| 2006 | Read It and Weep                  | Isabella                   | Filme para a TV |
| 2007 | Mr. Brooks                        | Jane Brooks                |                 |
| 2007 | Home of the Giants                | Bridgette "Bridge" Bachman |                 |
| 2009 | Sexta-feira 13                    | Jenna Kingueston           |                 |
| 2010 | The Crazies                       | Becca                      |                 |
| 2010 | The Ward                          | Sarah                      |                 |
| 2010 | Weakness                          | Danielle                   |                 |
| 2011 | The Shunning                      | Katie Lapp                 |                 |
| 2012 | Girls Against Boys                | Shae                       |                 |
| 2012 | Intercept                         | Kat                        |                 |
| 2012 | Piranha 3DD                       | Maddy                      |                 |
| 2013 | Quase casadas                     | Erin                       | Filme para a TV |
| 2013 | Renaissance Girl                  | Kimber                     |                 |
| 2014 | Recipe For Love                   | Lauren Hennessey           | Filme para a TV |
| 2014 | Time Lapse                        | Callie                     |                 |
| 2015 | This Isn't Funny                  | Stacey                     |                 |
| 2018 | Christmas Joy                     | Joy Holbrook               | Filme para a TV |
| 2019 | My Ira                            | Ira                        | Curta-metragem  |

### Televisão
| Ano       | Título                            | Personagem                | Notas                                                          |
| --------- | --------------------------------- | ------------------------- | -------------------------------------------------------------- |
| 2002      | Family Affair                     | Parker LeeAnn Aldays      | Episódio: "Ballroom Blitz"                                     |
| 2003      | The Bernie Mac Show               | Chelsea                   | Episódio: "Raging Election"                                    |
| 2003      | Malcolm In The Middle             | Kathy McCulskey           | Episódio: "Reese's Party"                                      |
| 2003      | CSI: Crime Scene Investigation    | Garora                    | Episódio: "Play with Fire"                                     |
| 2003      | The Guardian                      | Samantha Gray             | Episódio: "The Father-Daughter Dance"                          |
| 2003      | The Division                      | Melissa Ringston          | Episódio: "As I Was Going to St. Ives..."                      |
| 2005      | Law & Order: Special Victims Unit | Carrie Lynn Eldridge      | Episódio: "Intoxicated"                                        |
| 2005      | Summerland                        | Faith                     | 2 episódios: "Safe House", "Careful What You Wish For"         |
| 2006–2008 | Shark                             | Julie Stark               | Papel principal                                                |
| 2008      | Eli Stone                         | Genny Clarke              | 2ª temporada, episódio 8: "Owner of a Lonely Heart"            |
| 2009      | Grey's Anatomy                    | Kelsey Simmons            | 6ª temporada, episódio 10: "Holidaze"                          |
| 2010      | Medium                            | Summer Lowry              | Episódio: "Psych"                                              |
| 2010      | Family Guy                        | Hillary (voz)             | Episódio: "Brian Griffin's House of Payne"                     |
| 2010      | Law & Order: Los Angeles          | Chelsea Sennett           | Episódio: "Hollywood"                                          |
| 2010      | Chase                             | Carina Matthews           | Episódio: "Crazy Love"                                         |
| 2011      | Memphis Beat                      | Sister Katherine          | Episódio: "Flesh and Blood"                                    |
| 2011–2013 | Necessary Roughness               | Juliette Pittman          | Recorrente (1ª e 2ª temporada); 5 episódios                    |
| 2012      | Grimm                             | Ariel Eberhart            | Episódio: "Plumed Serpent"                                     |
| 2012      | Franklin & Bash                   | Bonnie Appel              | Episódios: "Voir Dire", "Spirits in the Material World"        |
| 2012–2013 | Bones                             | Olivia Sparling           | Episódios: "The Gunk in the Garage", "The Shot in the Dark"    |
| 2013      | Mad Men                           | Daisy McCluskey           | Episódio: "For Immediate Release"                              |
| 2013      | The Glades                        | Holly Harper              | Episódio: "Happy Trails"                                       |
| 2014      | Justified                         | Penny Cole                | Recorrente (5ª temporada); 6 episódios                         |
| 2014–2018 | Arrow                             | Caitlin Snow/Killer Frost | Recorrente (2–4, 6–7 temporada); 5 episódios                   |
| 2014–2023 | The Flash                         | Caitlin Snow/Killer Frost | Elenco principal                                               |
| 2016–2020 | Legends of Tomorrow               | Caitlin Snow/Killer Frost | 3 episódios                                                    |
| 2017–2018 | Supergirl                         | Caitlin Snow/Killer Frost | 2 episódios: "Crisis on Earth-X, Part 1", "Elseworlds, Part 3" |

### Web
| Ano  | Titulo                    | Personagem   | Notas      |
| ---- | ------------------------- | ------------ | ---------- |
| 2015 | Fight of the Living Dead  | Doutora      | Episódio 4 |
| 2017 | Freedom Fighters: The Ray | Caitlin Snow | Episódio 5 |

## Discografia
- Future! - Life Is Ruff (esta música ela cantou com sua irmã mais nova, Kay Panabaker).
- Fantastic World - Life Is Ruff.

## Prêmios e Indicações
| Ano  | Pêmio                            | Categoria                                                   | Trabalho indicado            | Resultado | Ref.   |
| ---- | -------------------------------- | ----------------------------------------------------------- | ---------------------------- | --------- | ------ |
| 2004 | Young Artist Awards              | Melhor Performance em Série de TV                           | The Guardian                 | Vencedora |        |
| 2005 | Young Artist Awards              | Melhor Performance em Filme para TV, Minissérie ou Especial | Em Busca do Coração de David | Vencedora |        |
| 2006 | Young Artist Awards              | Melhor Performance em um Longa-Metragem                     | Yours, Mine and Ours         | Vencedora |        |
| 2014 | London Independent Film Festival | Melhor Ator/Atriz                                           | Time Lapse                   | Vencedora |        |
| 2015 | Teen Choice Awards               | Choice TV Actress – Fantasy/Sci-Fi                          | The Flash                    | Indicada  | [ 19 ] |
| 2016 | Teen Choice Awards               | Choice TV Actress – Fantasy/Sci-Fi                          | The Flash                    | Indicada  | [ 20 ] |
| 2017 | Teen Choice Awards               | Choice Action TV Actress                                    | The Flash                    | Indicada  | [ 21 ] |
| 2018 | Teen Choice Awards               | Choice Action TV Actress                                    | The Flash                    | Indicada  | [ 22 ] |
| 2019 | Teen Choice Awards               | Choice Action TV Actress                                    | The Flash                    | Indicada  | [ 23 ] |
| 2022 | Saturn Awards                    | Atriz Coadjuvante em Série de TV                            | The Flash                    | Indicada  | [ 24 ] |